# Pterocarpus claessensii
Pterocarpus claessensii är en ärtväxtart som beskrevs av De Wild. Pterocarpus claessensii ingår i släktet Pterocarpus och familjen ärtväxter. Inga underarter finns listade i Catalogue of Life.